# قرار مجلس الأمن التابع للأمم المتحدة رقم 166
قرار مجلس الأمن التابع للأمم المتحدة رقم 166، المعتمد في 25 أكتوبر 1961، بعد دراسة طلب جمهورية منغوليا الشعبية للحصول على عضوية في الأمم المتحدة، أوصى الجمعية العامة بقبول الجمهورية الشعبية المنغولية.
تمت الموافقة على القرار بتسعة أصوات، وامتناع واحد من الولايات المتحدة . لم تشارك جمهورية الصين في التصويت.